# Mil Mi-1
Mil Mi-1 (tên mã USAF/DoD: "Type 32", tên mã NATO: "Hare") là một loại trực thăng đa dụng hạng nhẹ của Liên Xô. Đây là trực thăng đầu tiên của Liên Xô được đưa vào sản xuất hàng loạt.

## Biến thể

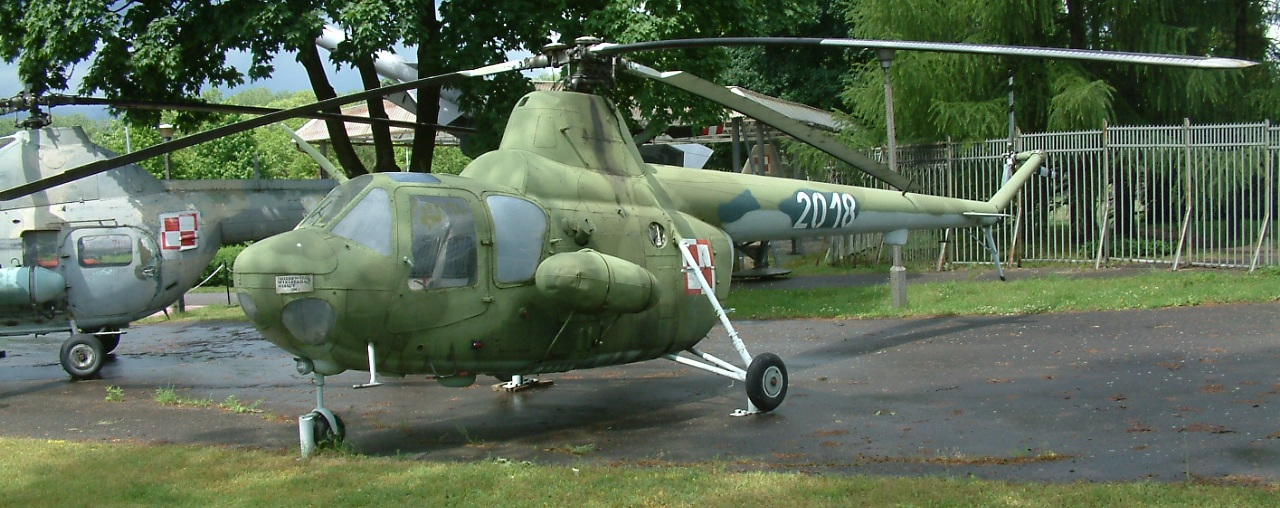
SM-1 (Mi-1 do Ba Lan sản xuất)

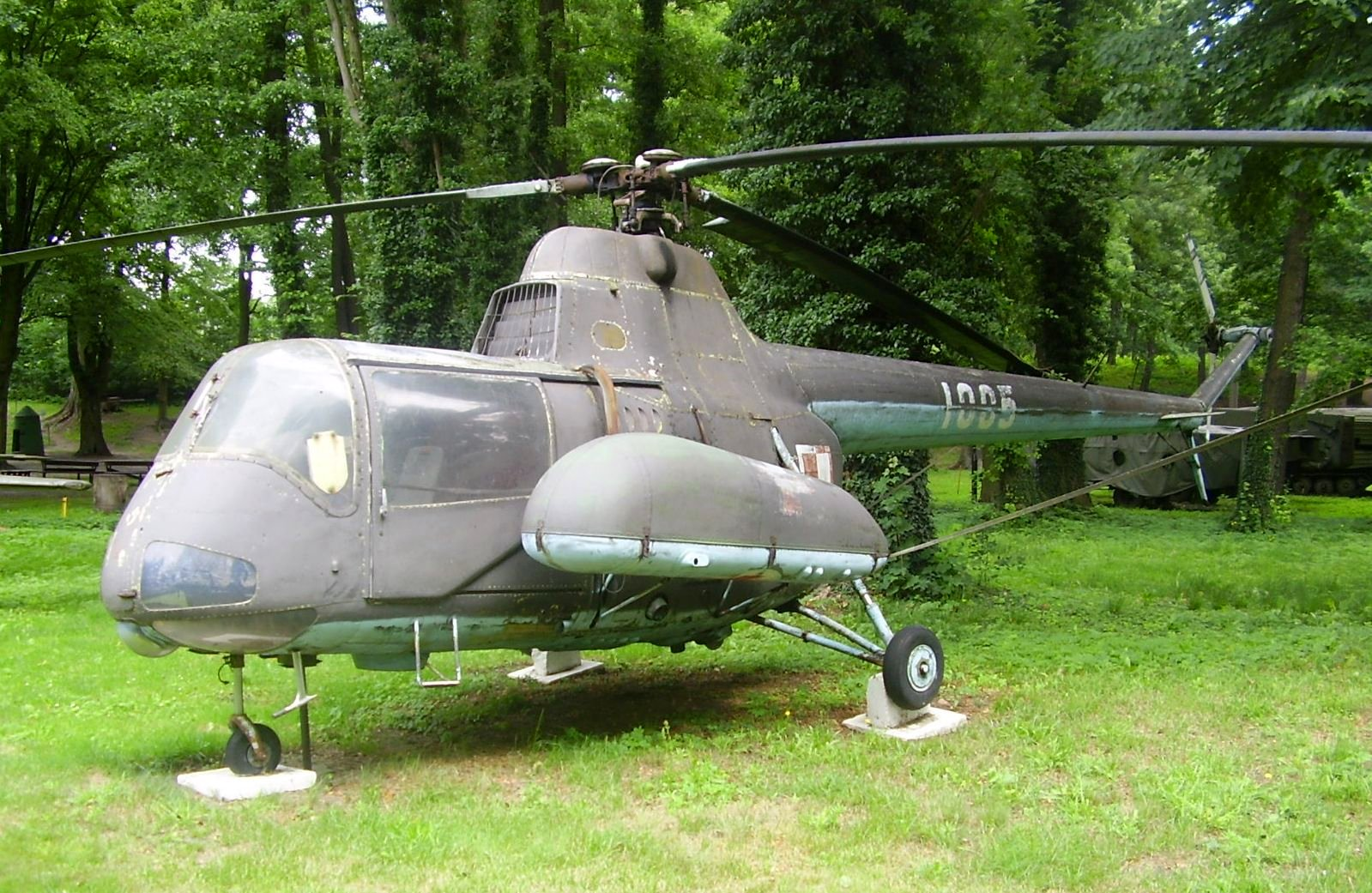
SM-2

GM-1
Mi-1
Mi-1T
Mi-1KR (TKR)
Mi-1NKh
Mi-1A
Mi-1AKR
Mi-1U/TU/AU/MU
Mi-1M
Mi-1M Moskvich
Mi-1MNKh
Mi-1MG
Mi-1MRK
Mi-1MU
SM-1 (SM-1/300)
SM-1/600
SM-1W
SM-1Wb
SM-1WS
SM-1WSz
SM-1WZ
SM-2
Mi-3

## Quân sự
Afghanistan

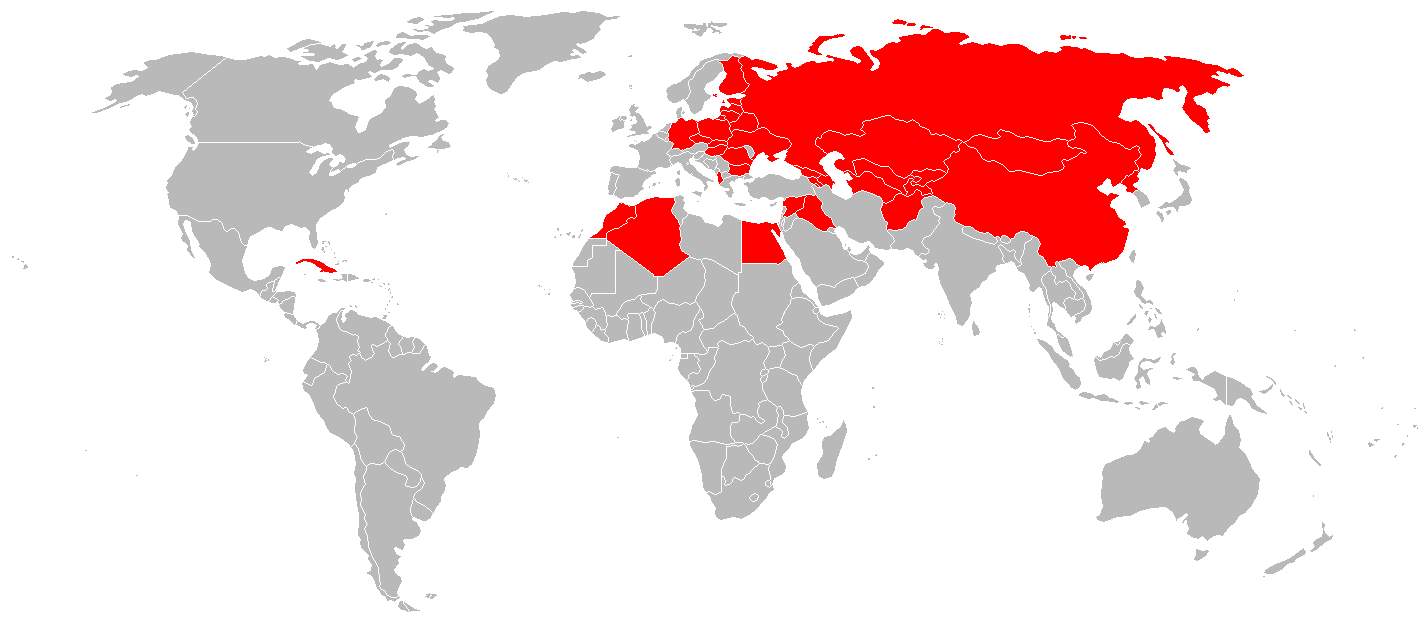
Quốc gia sử dụng Mi-1

- Không quân Afghan - 12 chiếc do Liên Xô cung cấp năm 1957 và loại biên năm 1976.[4]

 Albania
- Không quân Albania - 3 chiếc nhận năm 1957 tới 1960.[4]

 Algérie
- Không quân Algeria

 Bulgaria
- Không quân Bulgaria

 Trung Quốc
- Không quân quân giải phóng nhân dân

 Cuba
- Không quân Cuba

 Tiệp Khắc
- Không quân Tiệp Khắc
- Vệ binh an ninh quốc gia Tiệp Khắc

 Đông Đức
- Không quân Đông Đức
- Volksmarine

 Ai Cập
- Không quân Ai Cập

 Phần Lan
- Không quân Phần Lan - 4 chiếc giai đoạn 1961–1967.
- Biên phòng Phần Lan

 Hungary
- Không quân Hungaria

 Iraq
- Không quân Iraq

 Mông Cổ
- Không quân Nhân dân Mông Cổ

 CHDCND Triều Tiên
- Không quân Bắc Triều Tiên

 Ba Lan
- Không quân Ba Lan
- Hải quân Ba Lan

 Romania
- Không quân Romania - SM-1

 Liên Xô
- Không quân Liên Xô
- Không quân Lục quân Liên Xô

 Sudan
- Không quân Sudan

 Syria
- Không quân Syria

 Vietnam
- Không quân Nhân dân Việt Nam

### Dân sự
Tiệp Khắc
- Slov-Air

 Romania
- TAVS - SM-1

 Liên Xô
- Aeroflot

## Tính năng kỹ chiến thuật (Mil Mi-1)

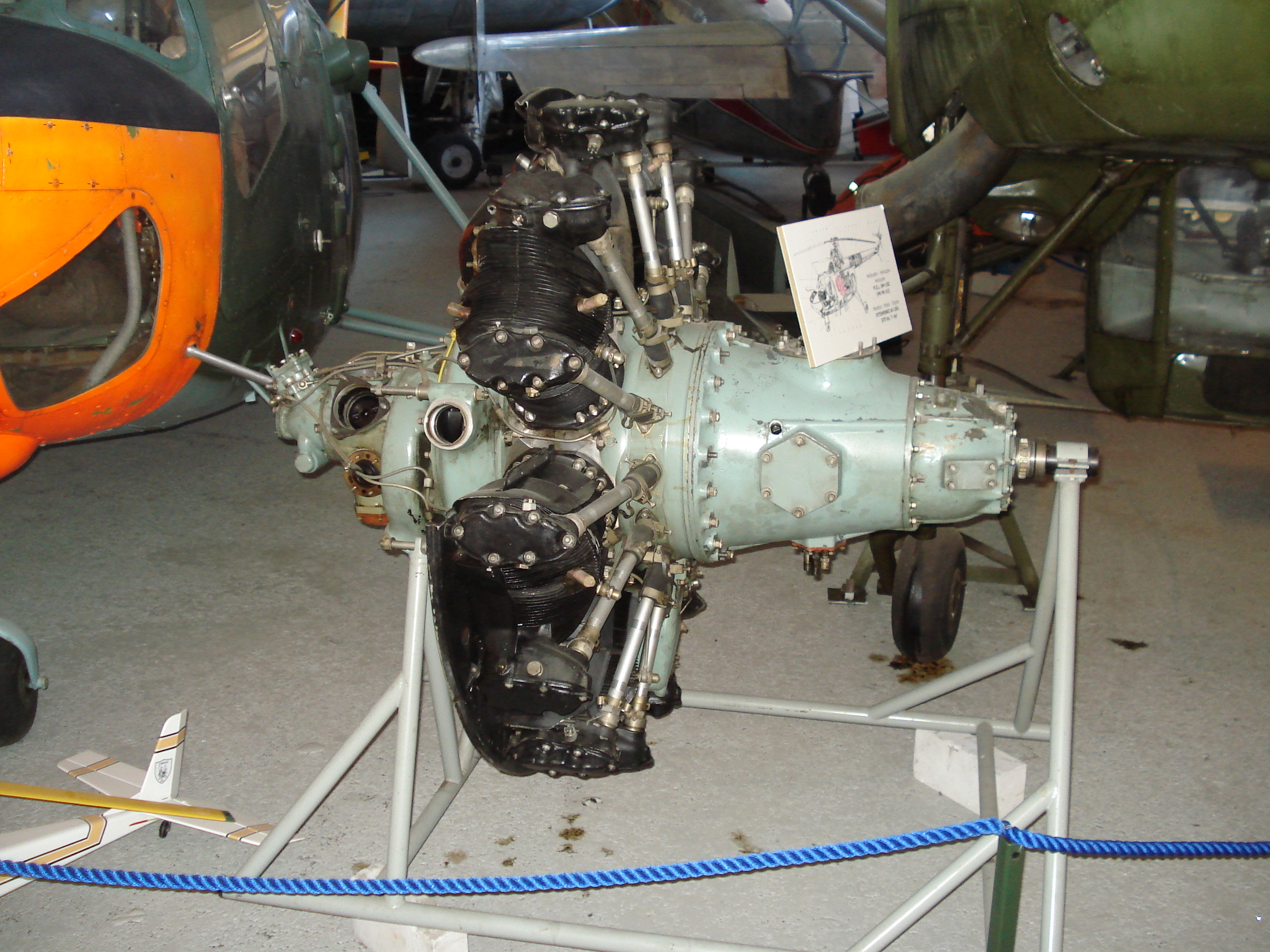
Động cơ Ivchenko AI-26V do Ba Lan chế tạo dành cho SM-1

Đặc điểm tổng quát
- Kíp lái: 1
- Sức chứa: 2 hành khách hoặc 255 kg (561 lb) hàng hóa
- Chiều dài: 12,09 m (39 ft 8 in)
- Đường kính rô-to: 14,35 m (47 ft 1 in)
- Chiều cao: 3,30 m (10 ft 10 in)
- Diện tích đĩa quay: 161,7 m² (1.740 ft²)
- Trọng lượng rỗng: 1.700 kg (3.740 lb)
- Trọng lượng có tải: 2.140 kg (4.708 lb)
- Trọng lượng cất cánh tối đa: 2.330 kg (5.126 lb)
- Động cơ: 1 × Ivchenko AI-26V, 429 kW (575 hp)

 Hiệu suất bay 
- Vận tốc cực đại: 185 km/h (115 mph)
- Tầm bay: 430 km (268 mi)
- Trần bay: 3.500 m (11.480 ft)
- Vận tốc lên cao: 5,3 m/s (1.043 ft/phút)
- Tải trên đĩa quay: 13 kg/m² (3 lb/ft²)
- Công suất/trọng lượng: 0,20 kW/kg (0,12 hp/lb)